# Bezzákluzové dělo

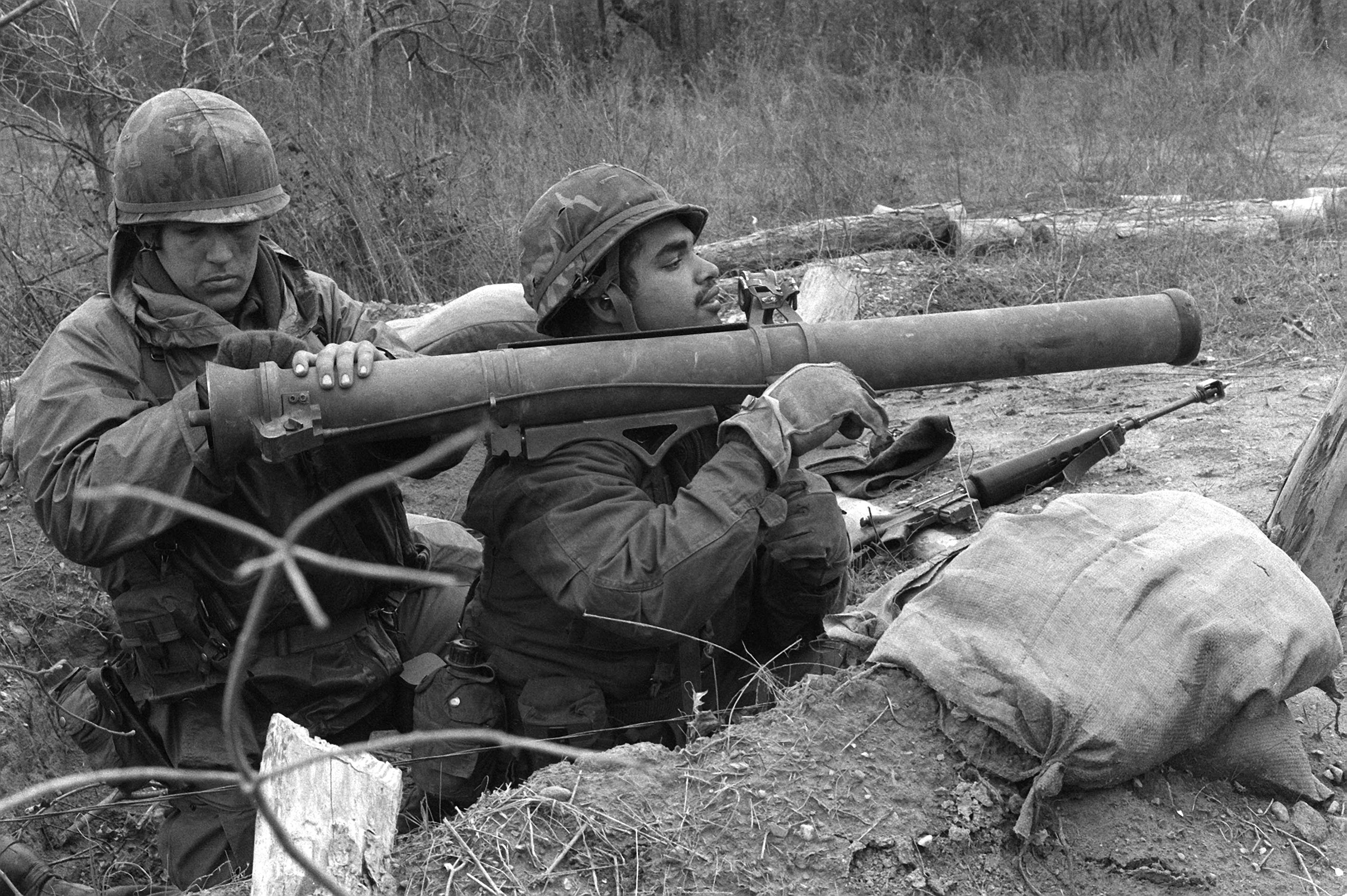
Americká M67

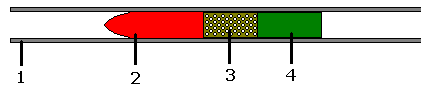
Davisův kanón - 1. hlaveň, 2. střela, 3. prachová náplň, 4. protizávaží

Bezzákluzové dělo (obvykle kanón) je dělostřelecká zbraň, u níž je eliminován prudký zpětný pohyb hlavně při výstřelu (tzv. zákluz). 
Princip bezzákluzového děla se hojně využíval především při konstrukci protitankových zbraní. Při konstrukci ručních protitankových zbraní se využívá dodnes. Hybnost střely vystřelené z hlavně bezzákluzového děla je plně vykompenzována pohybem (hybností) jiné hmoty opačným směrem. Existují dva základní způsoby, jak eliminovat zákluz.
Historicky starší způsob se nazývá Davisův kanón. V hlavni (1), která je na obou koncích otevřená, je uprostřed umístěna výmetná prachová náplň (3), z jedné strany střela (2), z druhé strany protiváha (protizávaží) (4), které má stejnou hmotnost jako střela.
Při výstřelu se střela i protizávaží pohybují stejně rychle a mají stejnou hybnost – hlaveň se tedy nepohybuje. Takové řešení má však velmi omezenou použitelnost, protože za zbraní vzniká velký ohrožený prostor – protizávaží může doletět do stejné vzdálenosti jako střela. Kromě toho je náboj pro Davisův kanón těžký – kromě prachové náplně obsahuje střelu a stejně těžkou protiváhu. Zdokonalení se zaměřilo na zkrácení ohroženého prostoru a snížení hmotnosti protiváhy. 
Zkrácení ohroženého prostoru se dosáhlo tak, že protiváha je vyrobena z materiálu, který se ihned po opuštění hlavně rozpadne na drobné a lehké kousky, které mají velký aerodynamický odpor a velmi rychle ztratí rychlost. Takovým materiálem mohou být například kovové piliny v tenkém plastovém obalu nebo svazek polyethylenových pásků. Poněvadž pro vyrovnání hybnosti střely je důležitá hybnost protiváhy, snížení hmotnosti protiváhy lze dosáhnout také úměrným zvýšením rychlosti jejího pohybu v hlavni. V takovém případě musí být hlaveň na straně protiváhy delší než na straně střely a výmetná náplň potom již nebude uprostřed délky hlavně. Takové uspořádání používá mnoho starších ručních protitankových zbraní, například i známá pancéřová pěst – Panzerfaust – z období II. světové války.
Další možností je kompenzace hybnosti střely hybností a dynamickým účinkem proudu spalin vznikajících při hoření výmetné náplně. Zbraň sestává z hlavně (1), v níž je umístěna střela (2), spalovací komory (3) a závěru s tryskou (5). Výmetná náplň je umístěna v dírkované nábojnici (4). Existují dva principy konstrukce – bezzákluzová zbraň stejnotlaká (A), která má v hlavni i ve spalovací komoře stejný tlak, a bezzákluzová zbraň různotlaká (B), která má mezi hlavní a spalovací komorou přepážku s otvorem (6), a proto má v hlavni nižší tlak než ve spalovací komoře.
Část plynů, vznikajících při hoření prachové náplně, působí na dno střely a urychluje ji v hlavni. Větší část plynů ale uniká ze spalovací komory směrem dozadu a expanzí v trysce je ještě více urychlena, čímž se zvyšuje reakční účinek. Rychlost a průběh hoření výmetné náplně musí být vyřešen tak, aby během celého výstřelu byla změna hybnosti hlavně zbraně nulová.
Konstrukční řešení stejnotlaké bezzákluzové zbraně je jednodušší. Bylo uplatněno v konstrukci bezzákluzových protitankových kanónů různých typů.
Konstrukce různotlaké bezzákluzové zbraně umožňuje výrazně snížit tlak v hlavni oproti tlaku ve spalovací komoře. Proto nemusí být hlaveň tak pevná a může být vyrobena i z lehkých nekovových materiálů. Problémem je ale provedení přepážky s malým otvorem mezi spalovací komorou a hlavní, což značně ztěžuje konstrukci vhodného náboje. Princip různotlaké bezzákluzové zbraně se však úspěšně uplatňuje při konstrukci ručních protitankových zbraní na jedno použití, které jsou plněny pouze ve výrobním závodě. Proto u nich odpadá problém s konstrukcí náboje.
Všechny principy bezzákluzových děl mají oproti klasickým dělům výraznou výhodu ve velmi nízké hmotnosti – odpadá celý brzdovratný systém. Konstrukce lafety nemusí přenášet mohutné zákluzové síly, a proto může být bezzákluzové dělo mnohem lehčí. Nevýhodou je menší balistický výkon – bezzákluzové dělo má relativně nízkou počáteční rychlost střely a velmi výrazné demaskující příznaky střelby (prachový oblak).
Třetím principem bezzákluzové zbraně je použití raketové střely. Do hlavně, přesněji řečeno do vodící trubky, je vložena střela s vlastním raketovým motorem. I tento princip se při konstrukci ručních protitankových zbraní používá dodnes. K nejstarším příkladům použití patří americká ruční raketová protitanková zbraň Bazooka, k novějším například americká protitanková zbraň M72 LAW, popř. ruská protitanková zbraň RPG-27.